# Galerie Münsterland

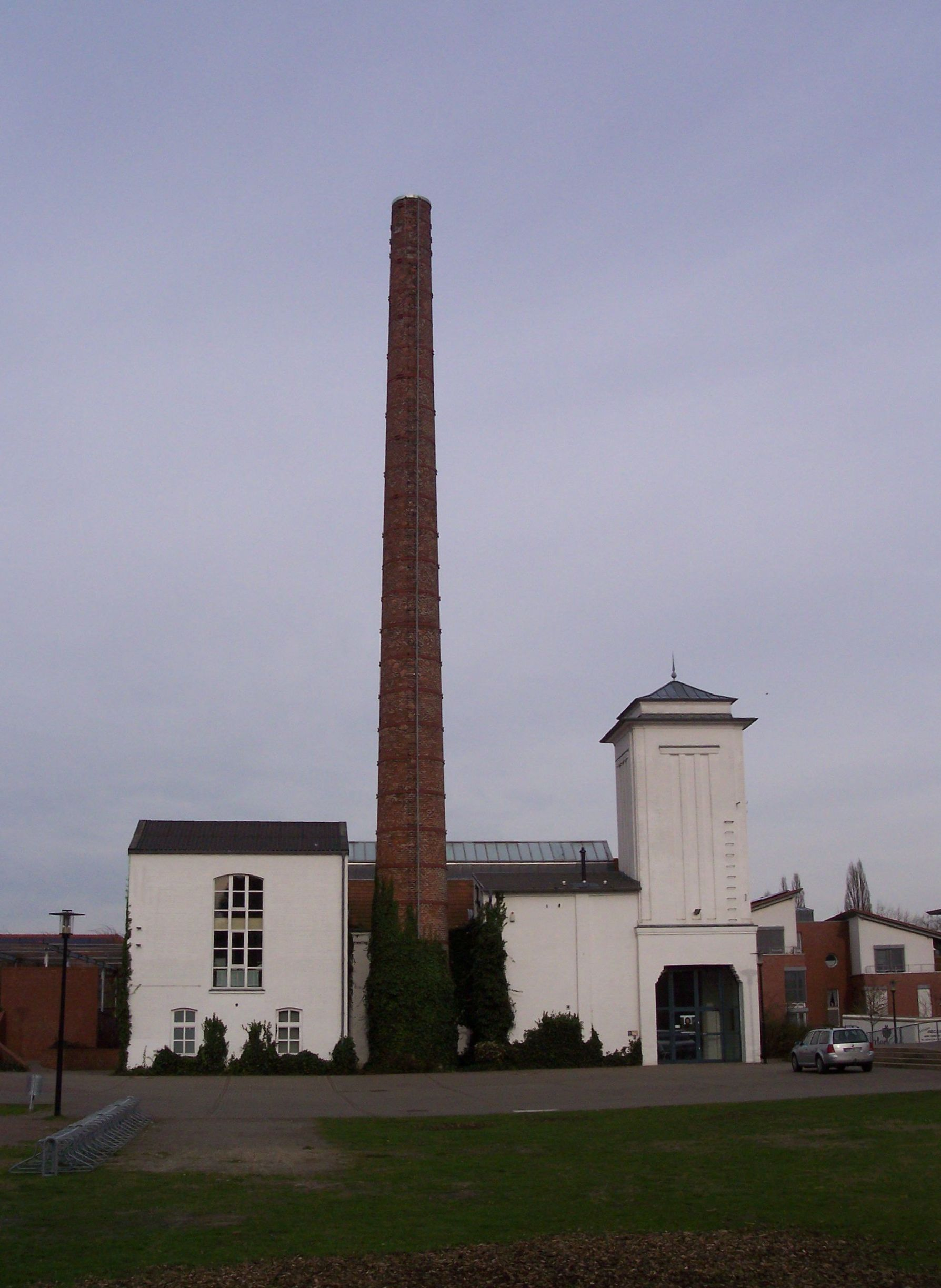
Galerie Münsterland

Die Galerie Münsterland ist eine Ausstellungshalle für zeitgenössische Kunst im Maschinen- und Kesselhaus der ehemaligen Textilfabrik Stroetmann in Emsdetten.
Besondere Resonanz haben Ausstellungen gefunden, an denen Künstler unterschiedlicher Nationalität zusammengearbeitet haben, etwa deutsche und simbabwische Künstler beim Projekt „Genesis“ oder südkoreanische und deutsche Künstler bei „Kimchi und Sauerkraut“. Außerdem liegt den Ausstellungsmachern an enger Zusammenarbeit mit anderen kulturellen Einrichtungen der Region und an der Förderung junger Künstler. Bekannt geworden sind auch verschiedene kunstpädagogische Projekte, die die Galerie organisiert hat, etwa das Kinderprojekt „Wege übers Blau“ im Rahmen des Städtebau-Projekts „Regionale 2004“. Die Kunststiftung NRW und die Kulturabteilung des auswärtigen Amtes unterstützen regelmäßig die Arbeit der Galerie. Die Kunst- und Kulturwissenschaftlerin Dr. Andrea Brockmann leitet die Galerie, in ihren Räumen führt überdies der Emsdettener Kunstverein regelmäßig Ausstellungen durch.